# Espeluy
Espeluy ist ein südspanischer Ort und eine Gemeinde (municipio) mit insgesamt 591 Einwohnern (Stand: 2024) im Zentrum der Provinz Jaén in der autonomen Region Andalusien. 
Neben dem Hauptort Espeluy besteht die Gemeinde aus den Ortschaften Poblado del Iara, Cincuenta y Una Viviendas, Santa Emilia und Cuatro Vientos.

## Lage und Klima
Espeluy liegt ca. 28 km (Luftlinie) nordnordwestlich der Provinzhauptstadt Jaén in einer Höhe von knapp 280 m am Río Guadalquivir. Das Klima im Winter ist gemäßigt, im Sommer dagegen warm bis heiß; die geringen Niederschlagsmengen (ca. 444 mm/Jahr) fallen – mit Ausnahme der nahezu regenlosen Sommermonate – verteilt übers ganze Jahr.

## Bevölkerungsentwicklung
| Jahr      | 1970  | 1980  | 1990 | 2000 | 2010 | 2020 |
| Einwohner | 1.040 | 1.035 | 809  | 767  | 735  | 610  |

Die deutliche Bevölkerungsrückgang in der zweiten Hälfte des 20. Jahrhunderts ist im Wesentlichen auf die nahezu ausschließliche Anpflanzung von Olivenbäumen, die damit einhergehende Mechanisierung und den daraus resultierenden  Verlust von Arbeitsplätzen zurückzuführen.

## Sehenswürdigkeiten
- Burgruine
- Katharinenkirche (Iglesia Santa Catalina)
- Rathaus

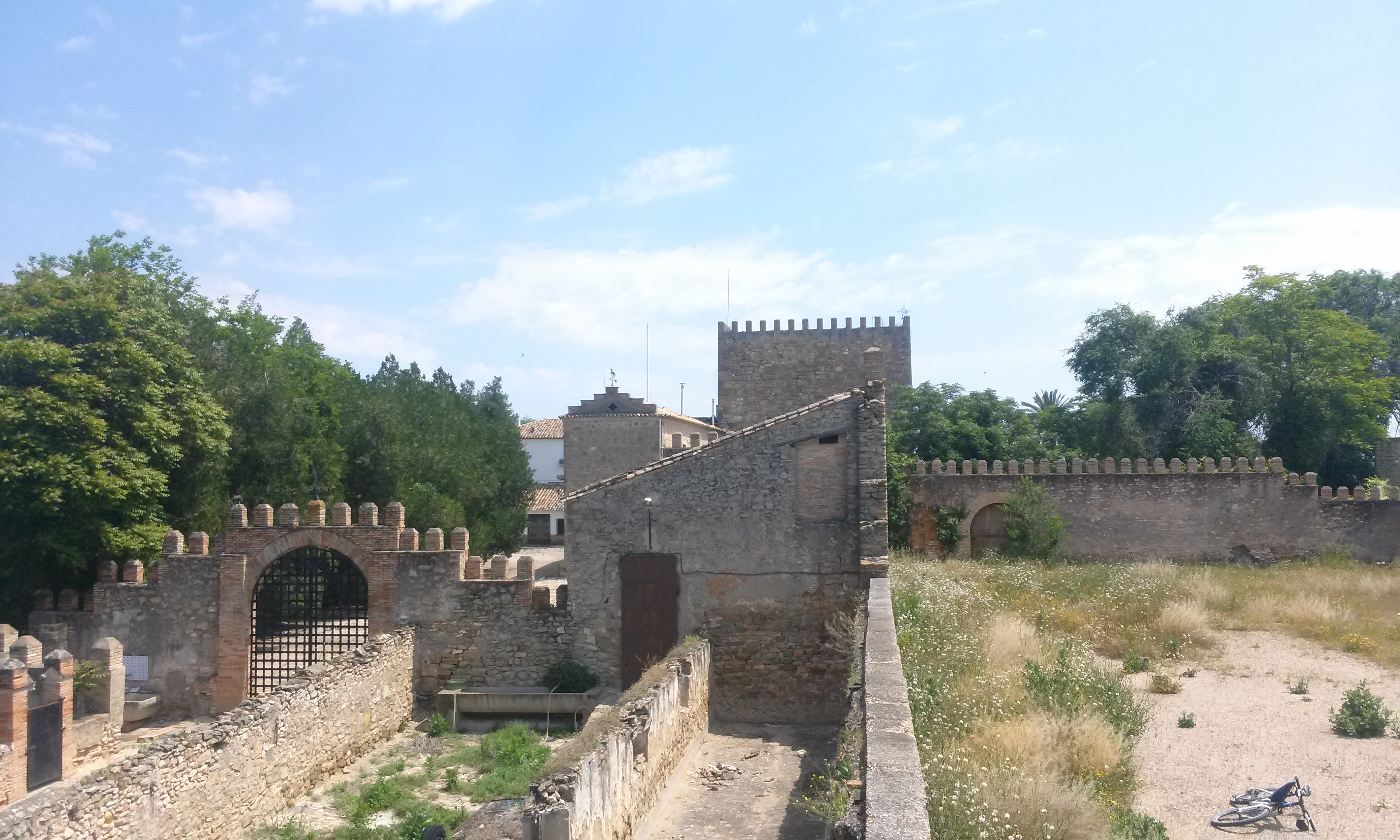
Burgreste
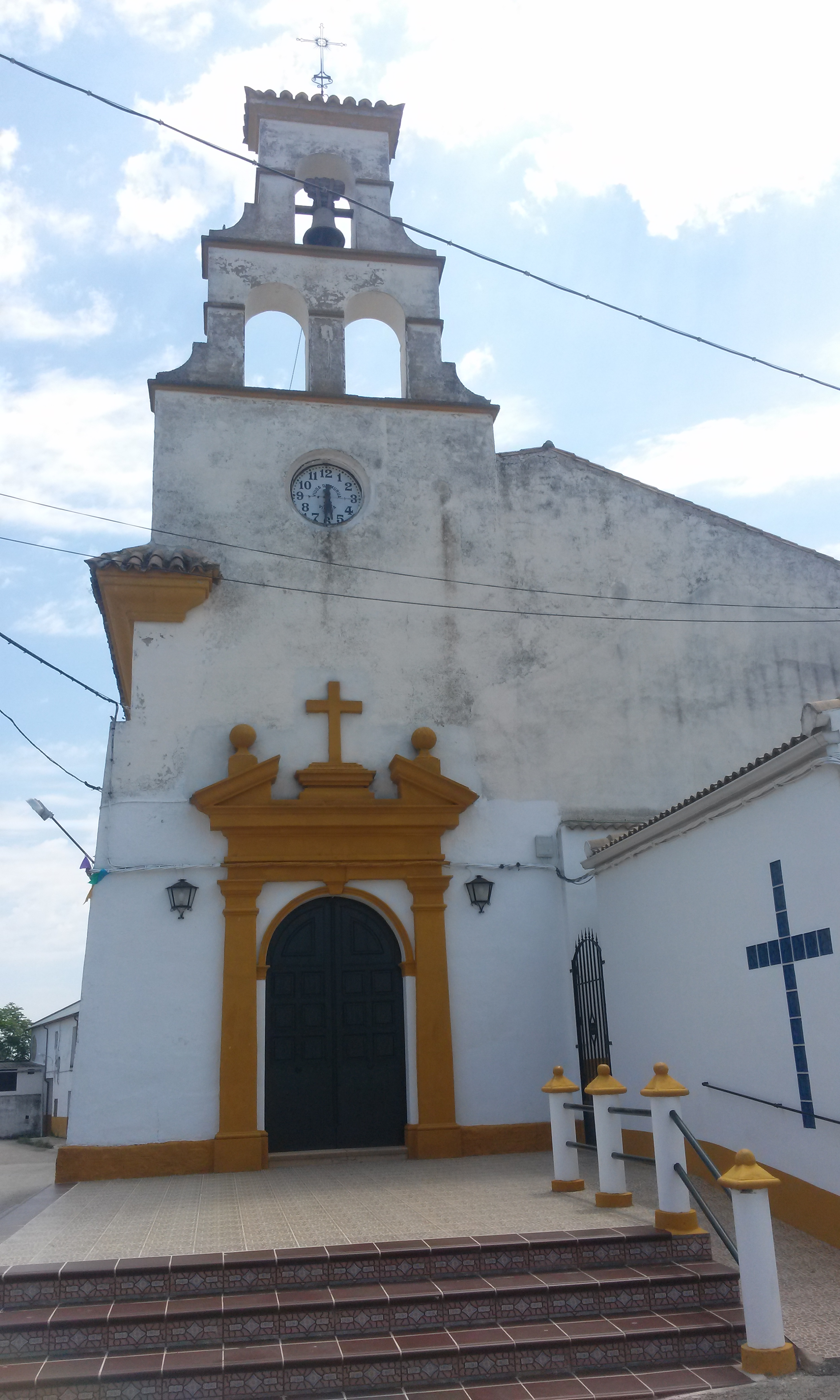
Katharinenkirche
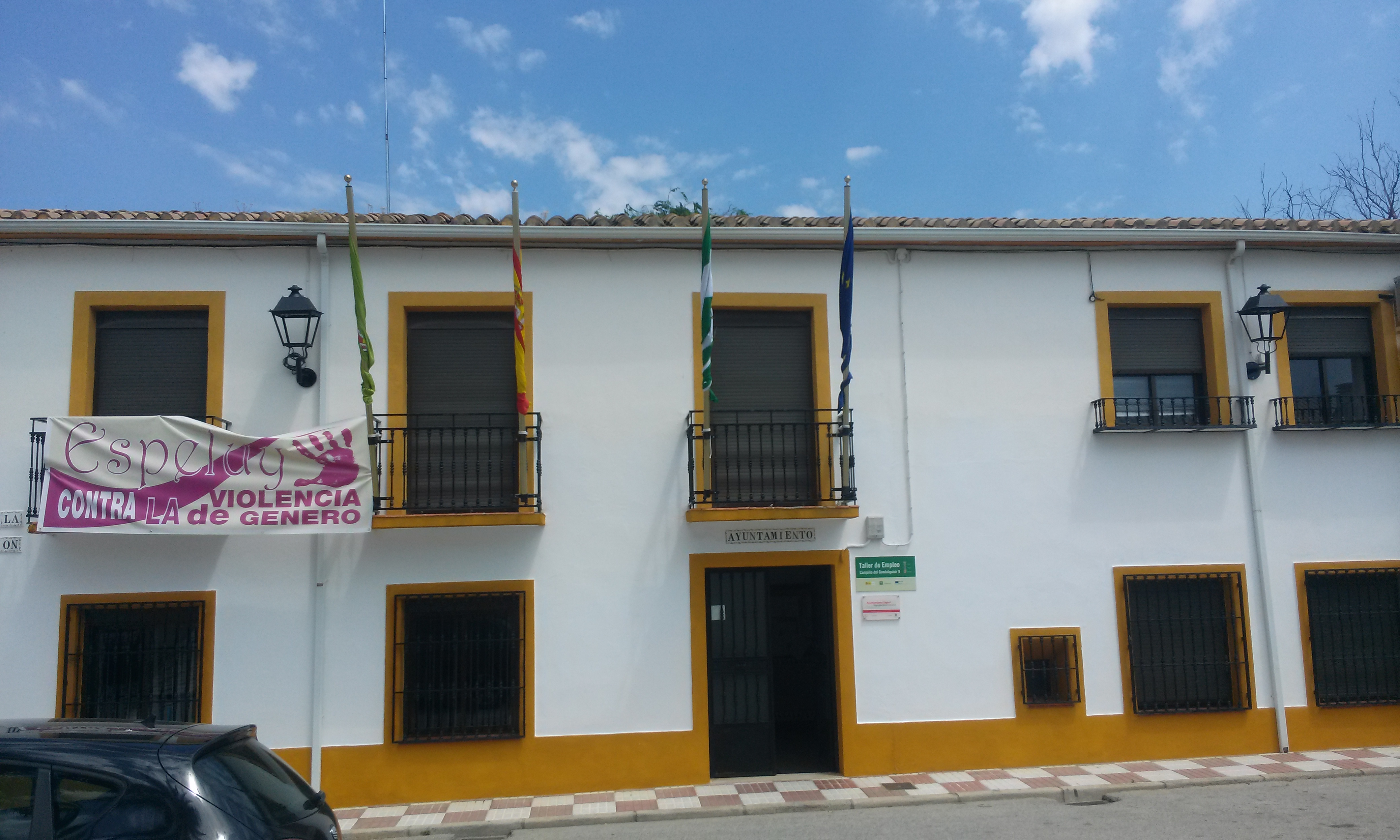
Rathaus